# Красавинський міст

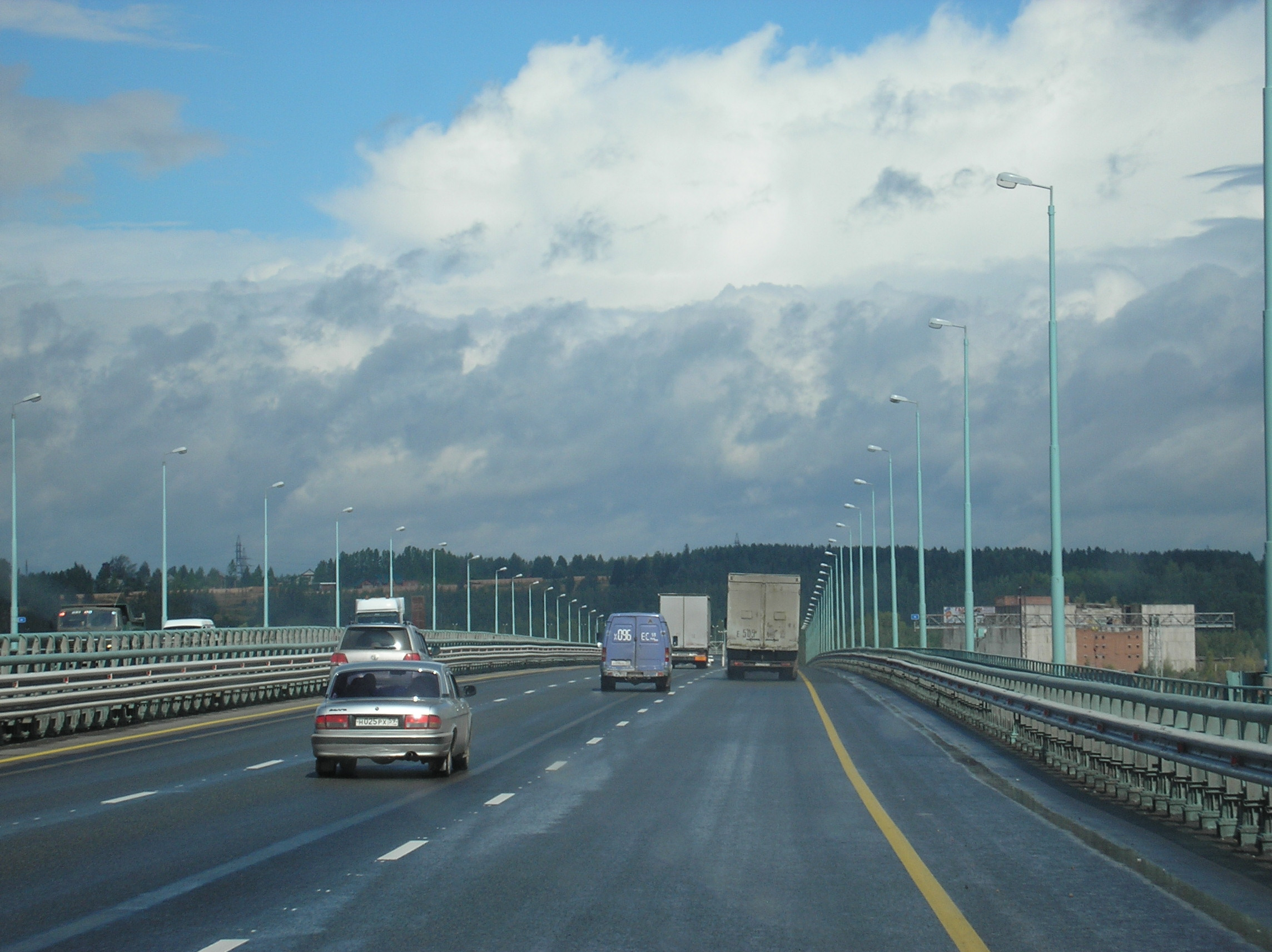
Красавинський міст через Каму в Пермі

Красавинський міст — автомобільно-пішохідний міст через річку Кама в Пермі. Відкритий 21 жовтня 2005 року. Найбільший міст в Пермському краї і 24-тий міст за довжиною в Росії. Його відкриття дозволило транзитному транспорту об'їжджати місто західною околицею.

## Історія
Будівництво моста проводилося Мостозагоном № 123 на замовлення адміністрації Пермської області. У 2005 році була закінчена перша черга мосту (три смуги руху). Загальна довжина мосту склала 1736,95 м. Габарит: 2 + 15 + 1,5. Будівництво 2-ї черги завершено 26 вересня 2008 року.

## Назва
Назва мосту походить від довколишнього болота Красава, розташованого на лівому березі Ками. Дана назва була обрана комісією 27 вересня 2005 року із трьох варіантів назв — фіналістів конкурсу, серед яких були також «Заостровський міст» і «Закамський міст». У процесі будівництва в робочій документації використовувалася назва «Міст у Заостровці».